# ثانويات البصرة
ثانويات البصرة ، كان فريق كرة قدم عراقي مقره في العشار، البصرة. تأسس النادي في عشرينيات القرن العشرين، وفي عام 1931 لعب الفريق ضد منتخب البحرين لكرة القدم في البصرة وتمكن من الفوز عليهم بنتيجة 2–1. كان أول فريق محلي عراقي يحقق الفوز على منتخب وطني.

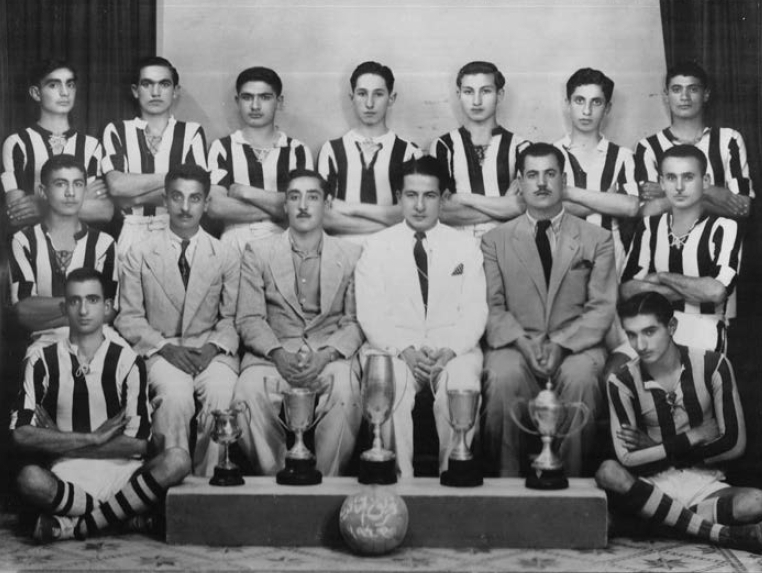
فريق ثانوية البصرة عام 1945

في عام 1942، تشكل فريق قوي بقيادة مدير الثانوية يوسف صالح ومعلم الرياضة حمودي البدر. شارك الفريق في البطولات الرسمية التي أقيمت خلال تلك الفترة، وتمكن من التأهل إلى النهائي وحل وصيفًا في دوري البصرة الممتاز لكرة القدم في موسم دوري المؤسسات - البصرة 1950–51.

## الملعب

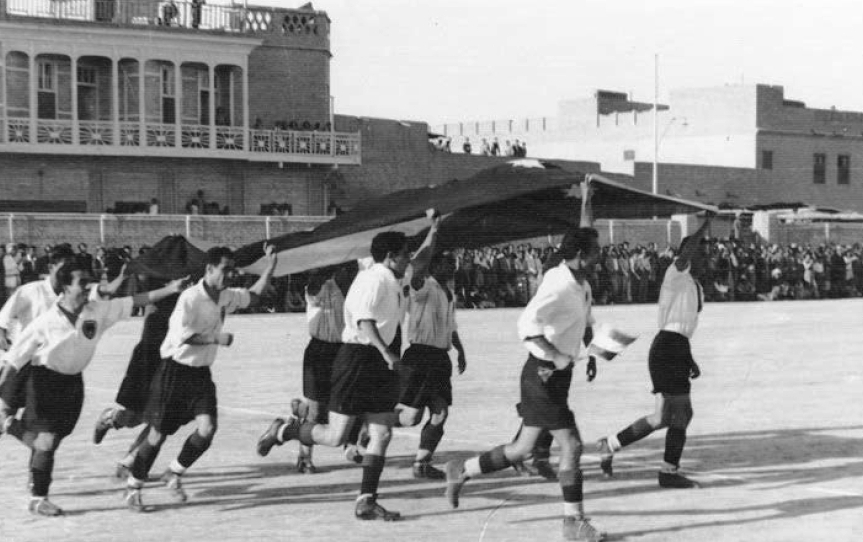
فريق نادي شاهين طهران الإيراني يرفع علم العراق قبل بدء مباراته ضد نادي الميناء في ملعب ثانوية البصرة عام 1951

تأسس ملعب ثانوية البصرة عام 1925، ومنذ عام 1941 أصبح الملعب يستضيف العديد من البطولات الرسمية مثل كأس حنا الشيخ وكأس الشمخاني وغيرها. بدأ العديد من الفرق باختيار الملعب لإقامة مباريات ودية، وأقيمت عليه مباريات عدة لفرق إيرانية مع فرق عراقية.

## البطولات

### إقليمية
- دوري البصرة الممتاز لكرة القدم (المستوى الأول)
  - وصيف (1): دوري المؤسسات - البصرة 1950–51

## لاعبين بارزين
- سعيد يشوع
- كريم علاوي حميدي
- حمزة قاسم
- فالح حسن وصفي